# Zitadelle von Aleppo

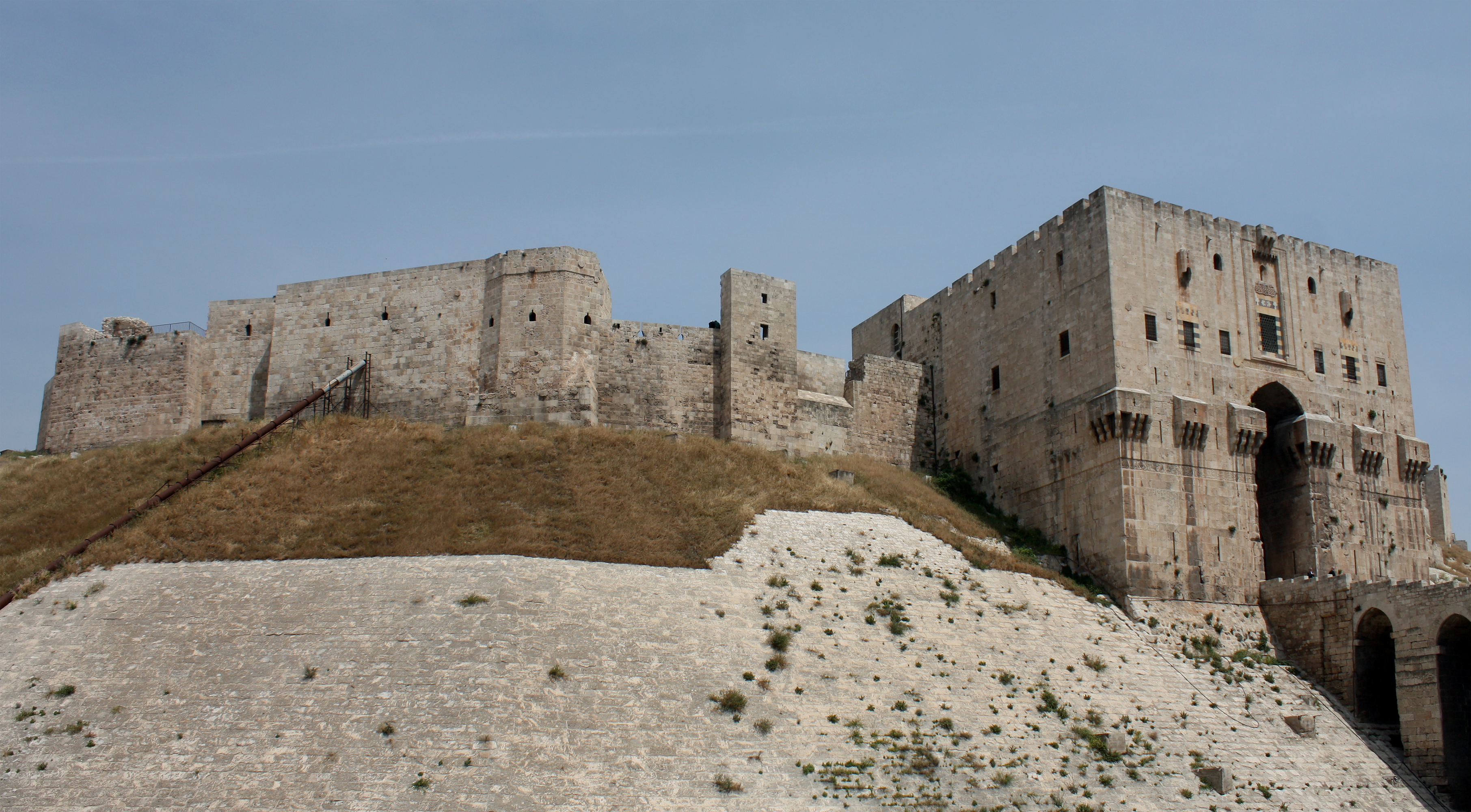
Außenansicht

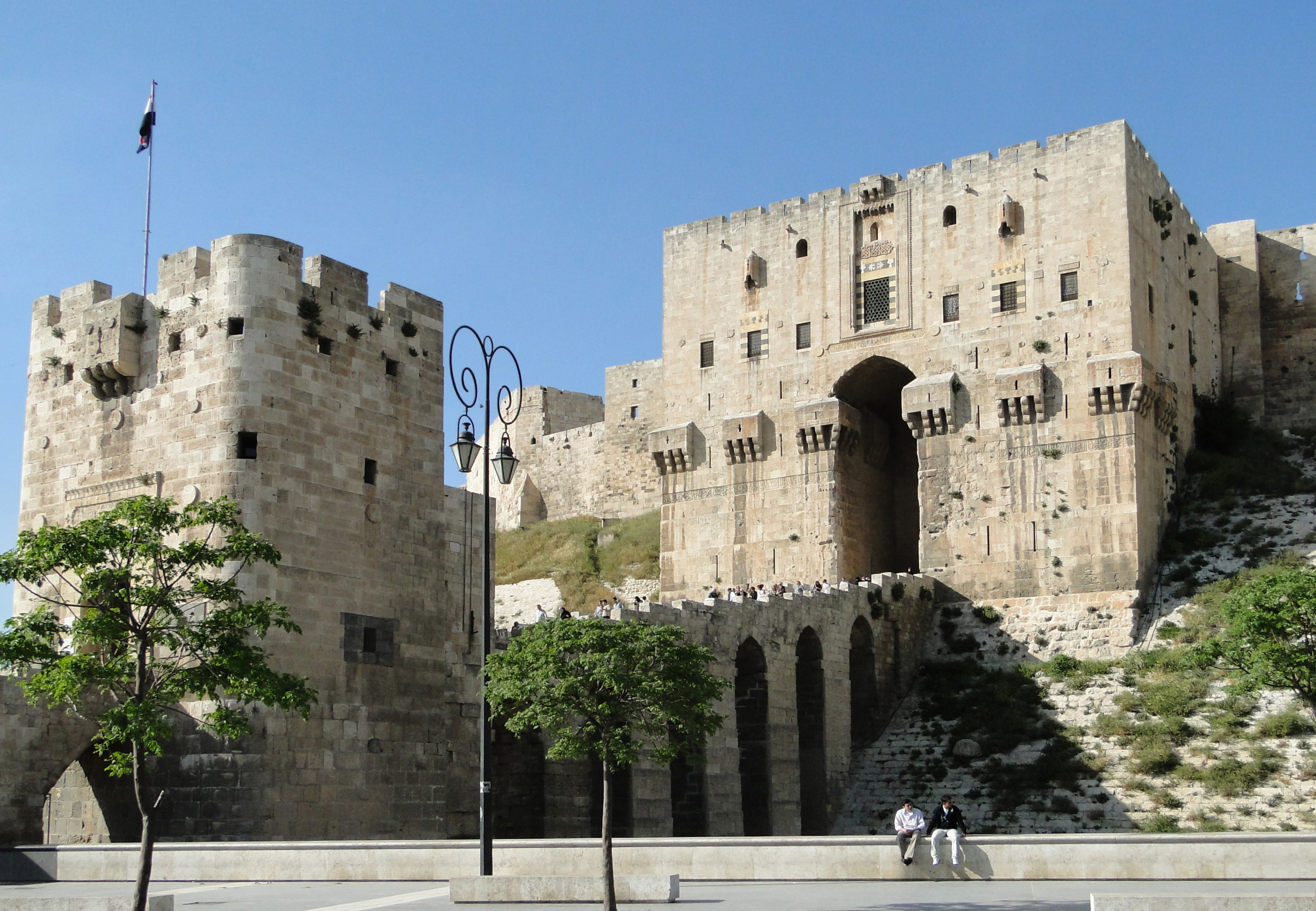
Der befestigte Eingang mit dem Viadukt

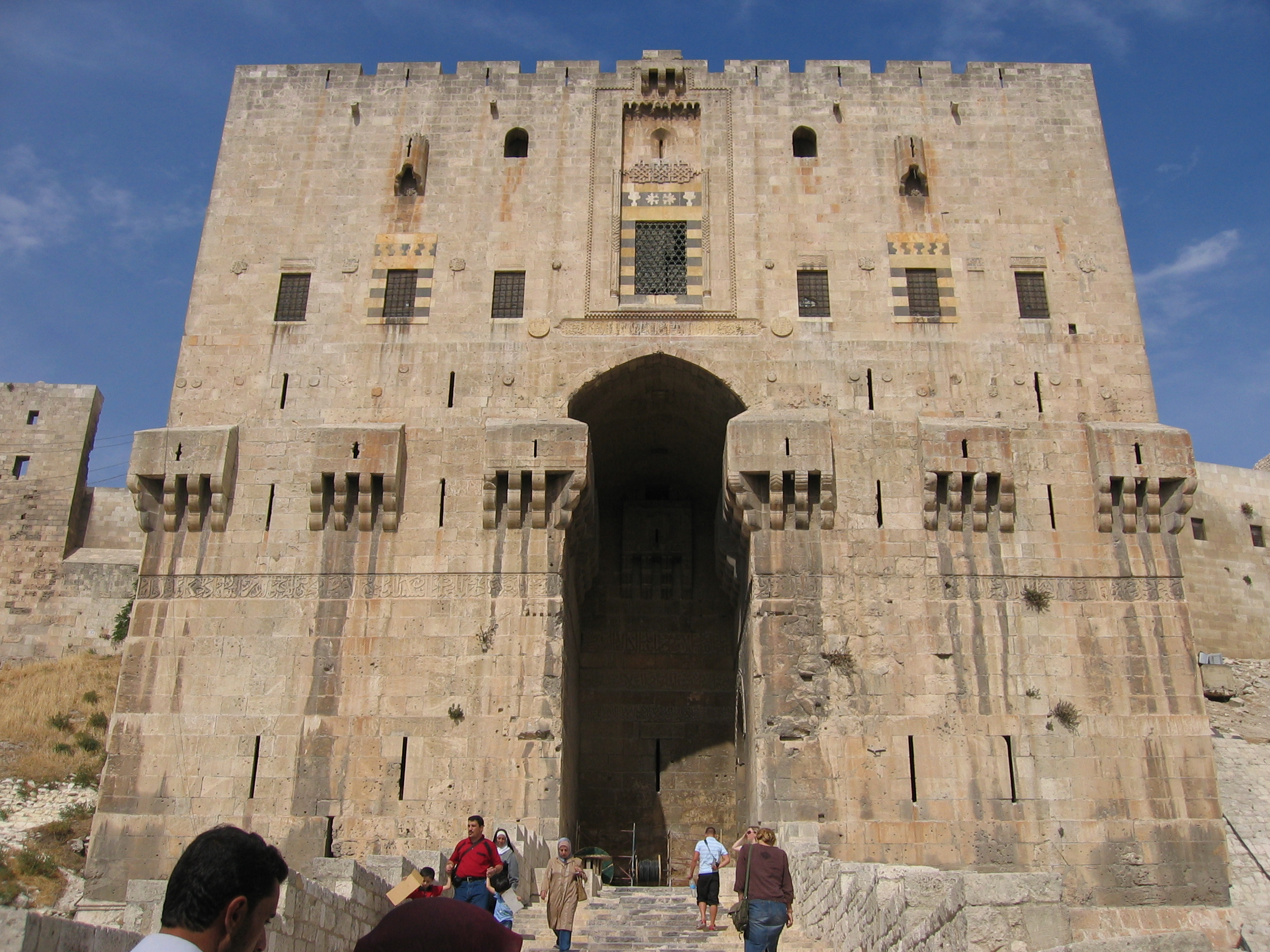
Der zweite Torbau

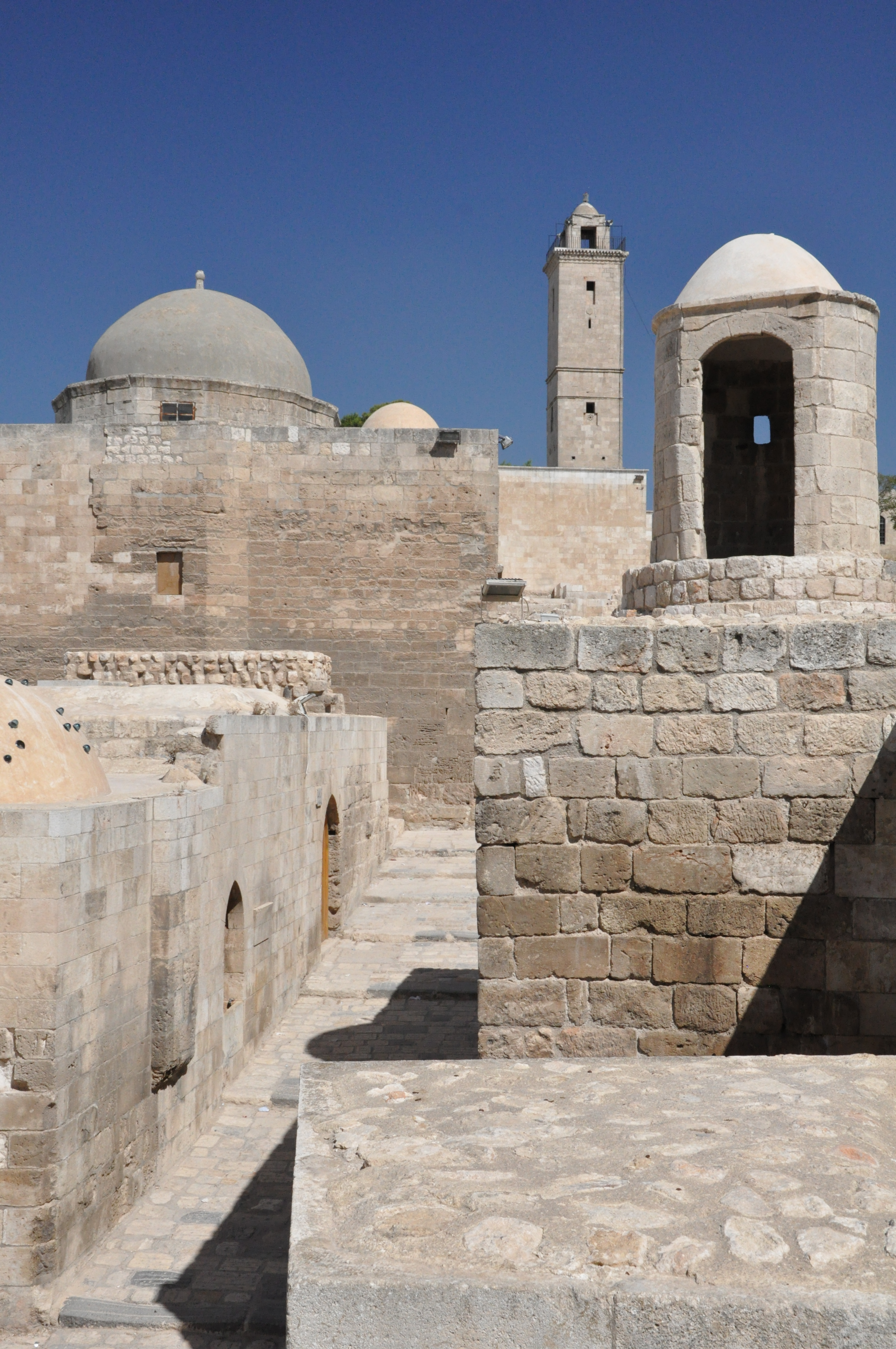
Blick ins Innere der Zitadelle

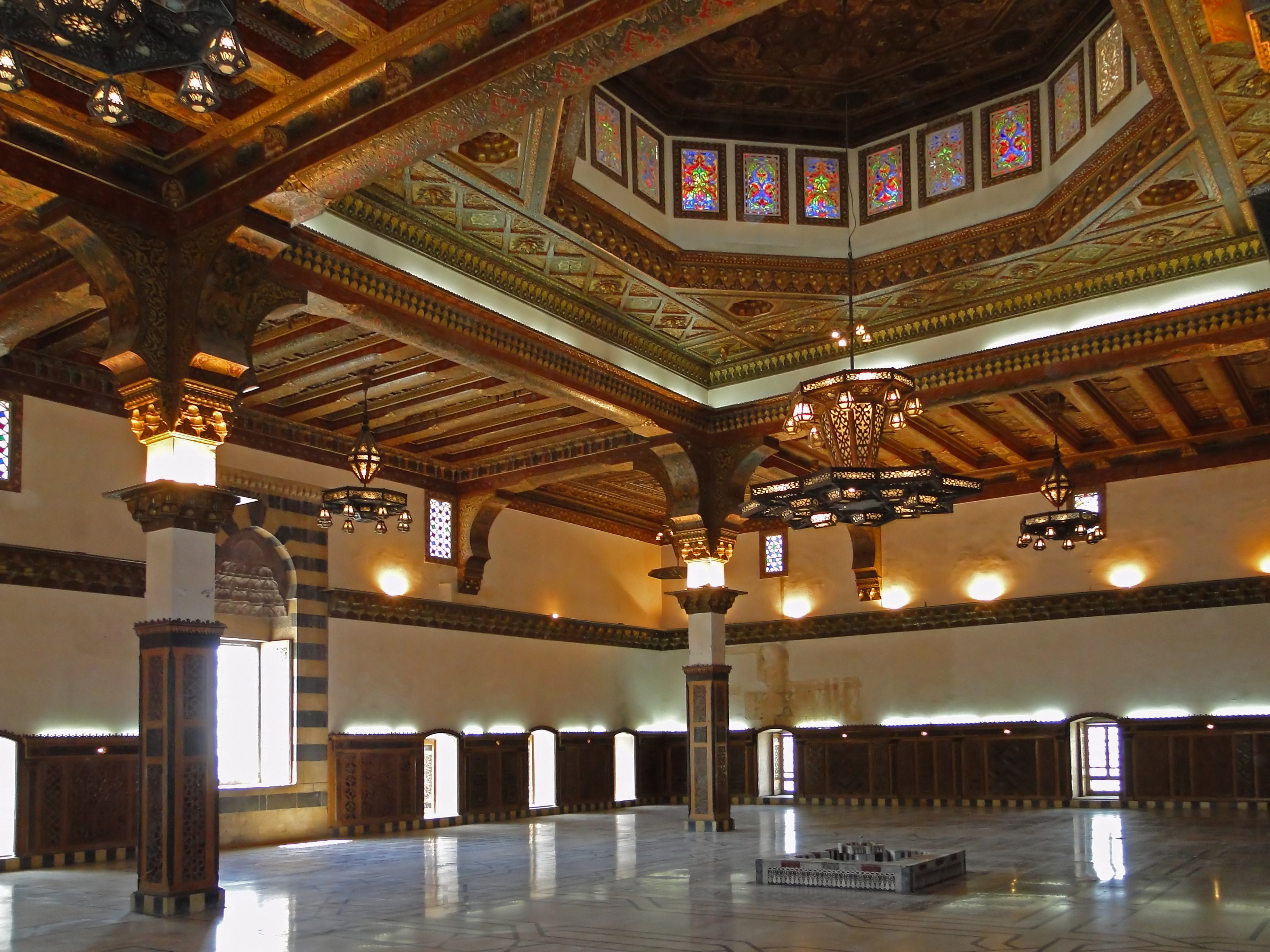
Der Thronsaal

Die Zitadelle von Aleppo (arabisch قلعة حلب, DMG Qalʿat Ḥalab) steht auf einem Hügel (Tell) inmitten der Altstadt Aleppos in Nordsyrien. Sie wird als eine der ältesten und größten Festungen der Welt angesehen. Frühste Siedlungsspuren führen bis in die Mitte des dritten Jahrtausends vor Christus zurück. Der Ort wurde von vielen Zivilisationen bewohnt, unter anderem von den Griechen, Byzantinern, Ayyubiden und Mamluken. Der größte Teil der heutigen Gebäude und Wehranlagen stammt wohl aus der Zeit der Ayyubiden im 13. Jahrhundert. Große Restaurierungsarbeiten fanden Mitte der 2000er Jahre statt und wurden vom Aga Khan Trust for Culture und der Archäologischen Gesellschaft Aleppo durchgeführt. Die Zitadelle, die die Altstadt dominiert, ist eine Touristenattraktion und ein Ort von Grabungen und archäologischen Studien. Seit 1986 ist sie Teil des UNESCO-Welterbes. Im syrischen Bürgerkrieg wurde die Zitadelle stark beschädigt und wieder aufgebaut. Bei dem schweren Erdbeben im Februar 2023 wurden die Gebäude erneut beschädigt.

## Geschichte

### Hurriter, Hethiter, Assyrer und Perser
In den Keilschrifttexten von Ebla und Mari wurde ein Hauptheiligtum des Wettergottes Adad in Aleppo erwähnt. Dieser Tempel aus dem dritten Jahrtausend vor Christus wurde Ende des 20. Jahrhunderts entdeckt. Aleppo wurde später zur Hauptstadt des Reiches Jamchad (19. bis 17. Jahrhundert v. Chr.). Nach einer populären Geschichte leitet sich der Name Aleppo von dem Umstand her, dass Abraham auf dem Hügel seine Schafe molk. Aleppo wurde mehrfach von den Hethitern dominiert. In der zweiten Hälfte des 14. Jahrhunderts errichtete Šuppiluliuma I. eine Sekundogenitur unter seinem Sohn Telipinu. Dieser ist auf einer Inschriftenspolie in der Südmauer der al-Qaiqan-Moschee in Aleppo erwähnt. Nach dem Zerfall des späthethitischen Staates von Ḫalpa/Aleppo dominierten die Assyrer die Region (8. bis 4. Jahrhundert v. Chr.), die dann von den Babyloniern und den Persern (539 bis 333 v. Chr.) abgelöst wurden.

### Seleukiden
Nachdem Aleppo von Alexander dem Großen erobert worden war, wurde die Stadt von dessen General Seleukos I. – dem Gründer des Seleukidenreiches – verwaltet und in „Beroia“ umbenannt. Die Seleukiden errichteten zwischen der Zitadelle und dem Fluss eine Stadt nach hellenistischem Vorbild. Mittelalterliche arabische Historiker berichten, dass die Geschichte der Zitadelle unter Seleukos I. begann. Bis zu 2 Meter dicke Siedlungsschichten aus dieser hellenistischen Ära finden sich an manchen Stellen der Zitadelle. Eine Säulenstraße aus dieser Periode führte von Westen her hoch zur Zitadelle; der Suq von Aleppo steht auf diesem Straßennetz.

### Rom und Byzanz
Der letzte Seleukide wurde 63 v. Chr. durch die Römer abgesetzt. Bei einem Besuch des Imperators Julian im Jahr 363 in Aleppo sagte dieser: „Ich blieb einen Tag lang dort, besuchte die Akropolis, opferte dem Zeus einen weißen Bullen nach kaiserlichem Brauch und sprach kurz mit dem Stadtrat über die Götterkulte“. Es gibt nur wenige römische Relikte in der Zitadelle. Nach der römischen Reichsteilung von 395 wurde Aleppo Teil des Oströmischen Reiches. Während der Kämpfe zwischen Ostrom und den persischen Sassaniden unter Chosrau II. im 7. Jahrhundert flohen die Stadtbewohner in die Zitadelle, da die Stadtmauern in einem schlechten Zustand waren. Aus byzantinischer Zeit gibt es einige wenige Überreste. Zwei Moscheen stellten sich als umgebaute byzantinische Kirchen heraus.

### Frühe islamische Herrscher
Muslimische Armeen eroberten Aleppo 636. Es ist nicht viel aus dieser frühislamischen Zeit bekannt, außer dass nach einem größeren Erdbeben Reparaturarbeiten erfolgten. Aleppo war eine Grenzstadt zwischen den Arabern und Byzanz. 944 eroberte der Hamdanide Saif ad-Daula die Stadt, woraufhin Aleppo als seine Hauptstadt eine politische und wirtschaftliche Wiedergeburt erlebte. Die Hamdaniden bauten ihren Palast am Fluss, mussten aber nach Angriffen der Byzantiner 962 ihren Palast in die Zitadelle verlegen. Nach den Hamdaniden folgte eine Periode der Instabilität, gekennzeichnet durch byzantinische und beduinische Angriffe, und einer kurzen Herrschaft der Fatimiden.

### Zengiden und Ayyubiden
Die Zitadelle erlebte ihre wichtigste Zeit während der Kreuzzüge. Der Zengide Imad ad-Din Zengi und sein Sohn Nur ad-Din vereinigten die Gebiete um Aleppo und Damaskus und verhinderten Einfälle der Kreuzfahrer. Viele bekannte Kreuzfahrer wurden in der Zitadelle gefangengehalten, so zum Beispiel der Graf von Edessa Joscelin II., der hier verstarb, der Fürst von Antiochia, Renaud de Châtillon und der König von Jerusalem, Balduin II., der hier zwei Jahre verbrachte. Nur ad-Din baute die Stadtmauern wieder auf und befestigte die Zitadelle. Er baute die Rampe zum Eingang der Zitadelle, einen Palast und eine Rennbahn. Er ließ auch die zwei Moscheen reparieren und spendete einen hölzernen Mihrāb für die Abraham-Moschee. Dieser Mihrāb verschwand während der französischen Mandatsherrschaft im 20. Jahrhundert.
Der Ayyubide az-Zahir Ghazi, ein Sohn Saladins, beherrschte Aleppo zwischen 1193 und 1215. Während seiner Herrschaft wurden größere Arbeiten an der Befestigung der Zitadelle durchgeführt und neue Gebäude gebaut, die Zitadelle erhielt ihre heutige Form. Az-Zahir Ghazi verstärkte die Mauern, glättete überstehende Teile und verkleidete die Böschung des Hügels am Eingang mit Steinen. Der Burggraben wurde vertieft, mit Wasserkanälen verbunden und mit einem großen Viadukt, der heute noch als Zugang zur Zitadelle dient, überspannt. Anfang des 13. Jahrhunderts wandelte sich die Zitadelle zu einer Palaststadt mit vielen verschiedenen funktionellen Gebäuden: Paläste, Bäder, Moscheen, Schreine, Waffenarsenale, Truppenübungsplätze, Wasserzisternen und Getreidespeicher. Am bedeutendsten war die Renovierung des Eingangsbereiches 1213. Az-Zahir Ghazi restaurierte die zwei Moscheen und erweiterte die Stadtmauern, die nun auch die südlichen und östlichen Stadtteile umfassten und so die Zitadelle mehr ins Zentrum der Stadt rückten.

### Mongolen und Mamluken
Die Zitadelle wurde während der mongolischen Invasion in Syrien 1260 beschädigt und noch mal um 1400/1401 durch Timur aus Zentralasien zerstört. 1415 machte sich der mamlukische Prinz Saif ad-Din Dschakam daran, die Zitadelle wieder aufzubauen. Aleppo war damals eine große Handelsstadt mit 50.000 bis 100.000 Einwohnern. Dschakams Arbeiten beinhalteten zwei neue Beobachtungstürme am nördlichen und südlichen Hang sowie einen neuen Palast auf einem Turm; der ayyubidische Palast wurde fast ganz aufgegeben. Der mamlukische Sultan al-Ghuri ersetzte das flache Dach des Thronsaales durch eine neue Decke mit neuen Kuppeln.

### Osmanisches Reich
Während der osmanischen Herrschaft nahm die militärische Rolle der Zitadelle ab, da die Stadt über die Stadtmauern hinauswuchs und Aleppo mehr und mehr zur Großstadt wurde. Die Zitadelle wurde aber immer noch dazu genutzt, die osmanische Garnison zu beherbergen. Die Größe der Garnison ist nicht bekannt. Ein venezianischer Reisender berichtete von etwa 2000 Menschen, die im Jahr 1556 innerhalb der Zitadelle lebten; 1679 sprach der französische Konsul Laurent d’Arvieux von 1400 Leuten, von denen 350 Janitscharen (osmanische Elitesoldaten) waren. Sultan Süleyman I. restaurierte die Zitadelle 1521.
1822 beschädigte ein Erdbeben die Zitadelle und Stadt schwer. Danach lebten nur noch Soldaten in der Zitadelle, der osmanische Gouverneur Ibrahim Pascha ließ die Steine der zerstörten Gebäude zum Bau von Kasernen benutzen. Unter Abdülmecid I. wurde die Zitadelle 1850/1851 renoviert, eine Windmühle stammt wohl aus dieser Zeit.

### Französisches Mandat
Während der französischen Herrschaft (1920–1945) hatten auch die Franzosen ihre Soldaten in der Zitadelle stationiert. Sie begannen in den 1930ern mit archäologischen Ausgrabungen und umfangreichen Restaurierungsarbeiten. Der mamlukische Thronsaal wurde umfassend restauriert, inklusive einer neuen Decke im Damaszener Stil des 19. Jahrhunderts.

### Syrischer Bürgerkrieg
Im 2011 ausgebrochenen Syrischen Bürgerkrieg war Aleppo von 2012 bis 2016 umkämpft. Die Altstadt mit der Zitadelle und ihrer Umgebung gehörte zu dem von der syrischen Regierungsarmee kontrollierten Westteil der Stadt. Große Teile der historischen Bausubstanz wurden stark beschädigt oder zerstört. Auch die Zitadelle wurde in Mitleidenschaft gezogen. Am 12. Juli 2015 wurde sie durch eine Explosion schwer beschädigt. Die syrische Beobachtungsstelle für Menschenrechte gab bekannt, dass Teile der Außenmauer eingestürzt seien, nachdem Truppen der syrischen Regierung einen Tunnel der Aufständischen gesprengt hätten. Laut einer Meldung der syrischen Nachrichtenagentur hätten hingegen die Rebellen den Sprengtunnel selbst gezündet. Der angrenzende historische Basar wurde schon in der Nacht vom 28. auf den 29. September 2012 durch ein Großfeuer weitgehend zerstört, das offenbar durch Kampfhandlungen ausgelöst worden war. Seit 2016 befindet sich die Stadt vollständig unter Kontrolle der Regierung, seitdem haben in vielen Teilen der zerstörten Stadt Wiederaufbauarbeiten begonnen.

## Aufbau

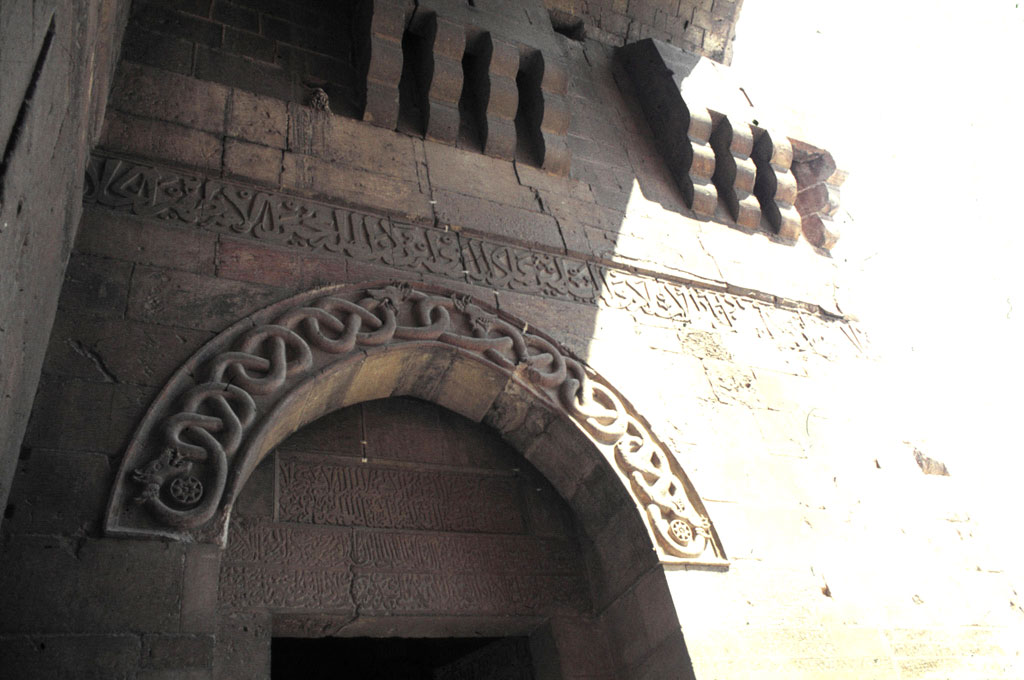
Dekor und Inschriften im Eingangsbereich

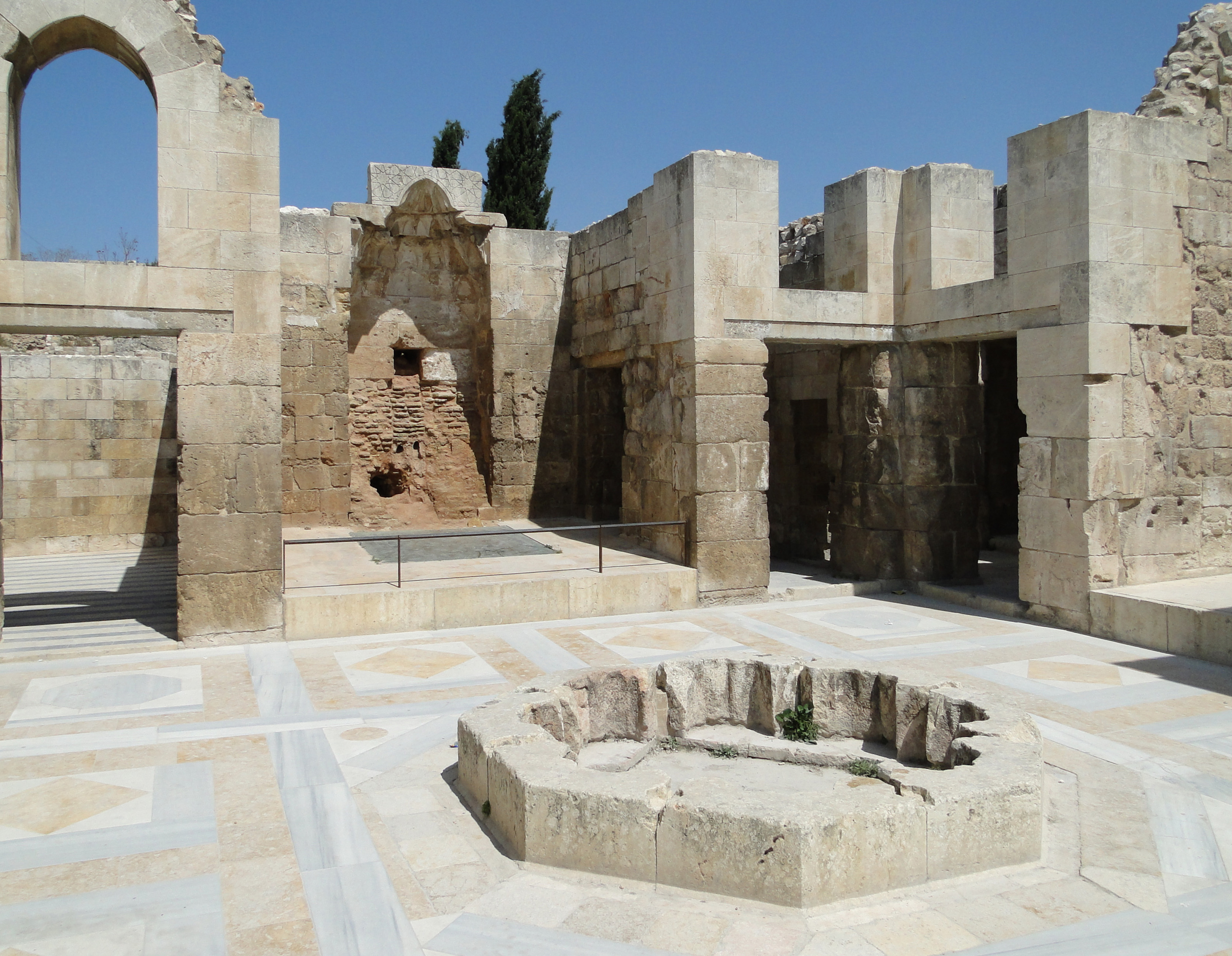
Der Hamam

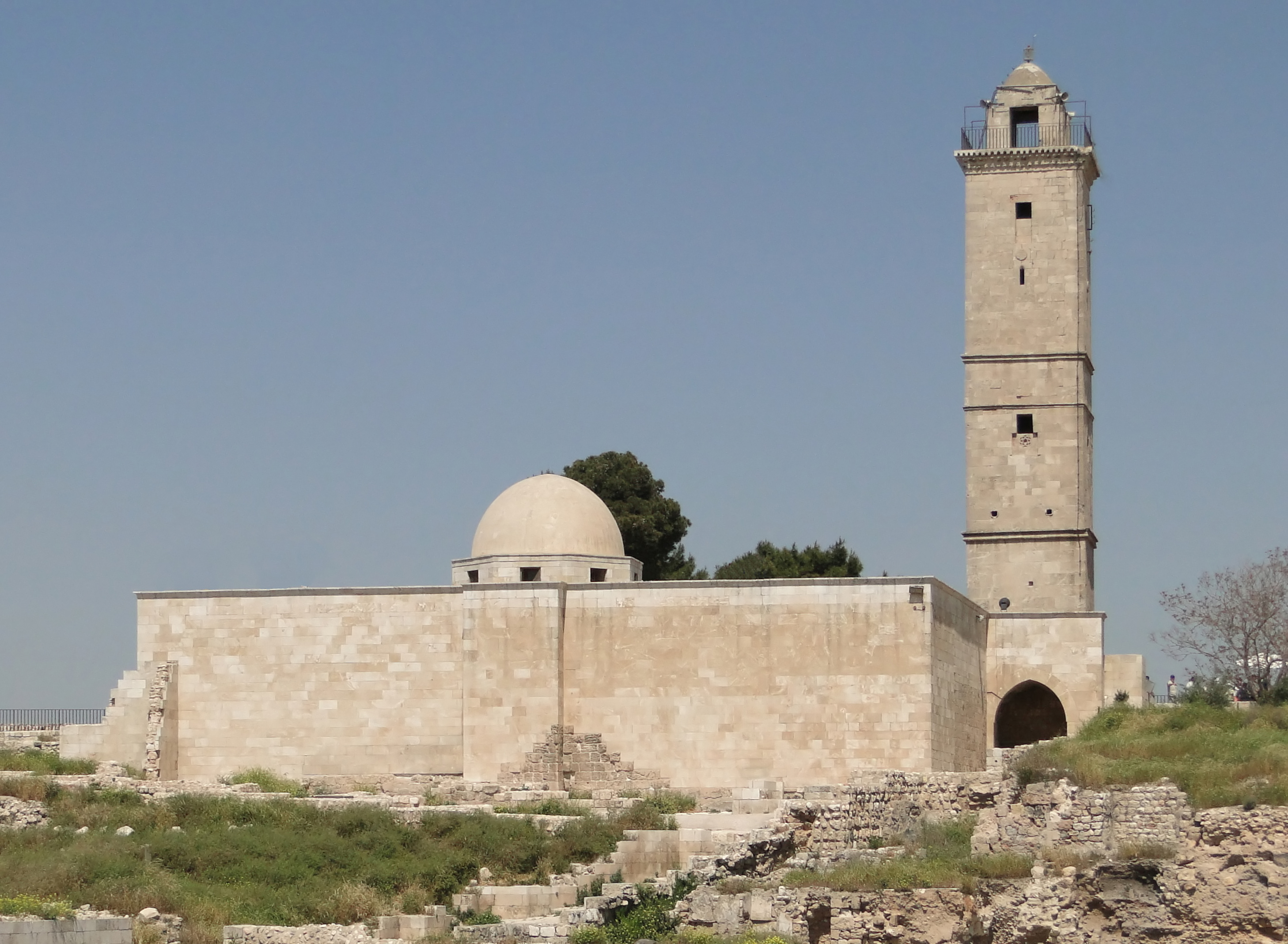
Die Große Moschee

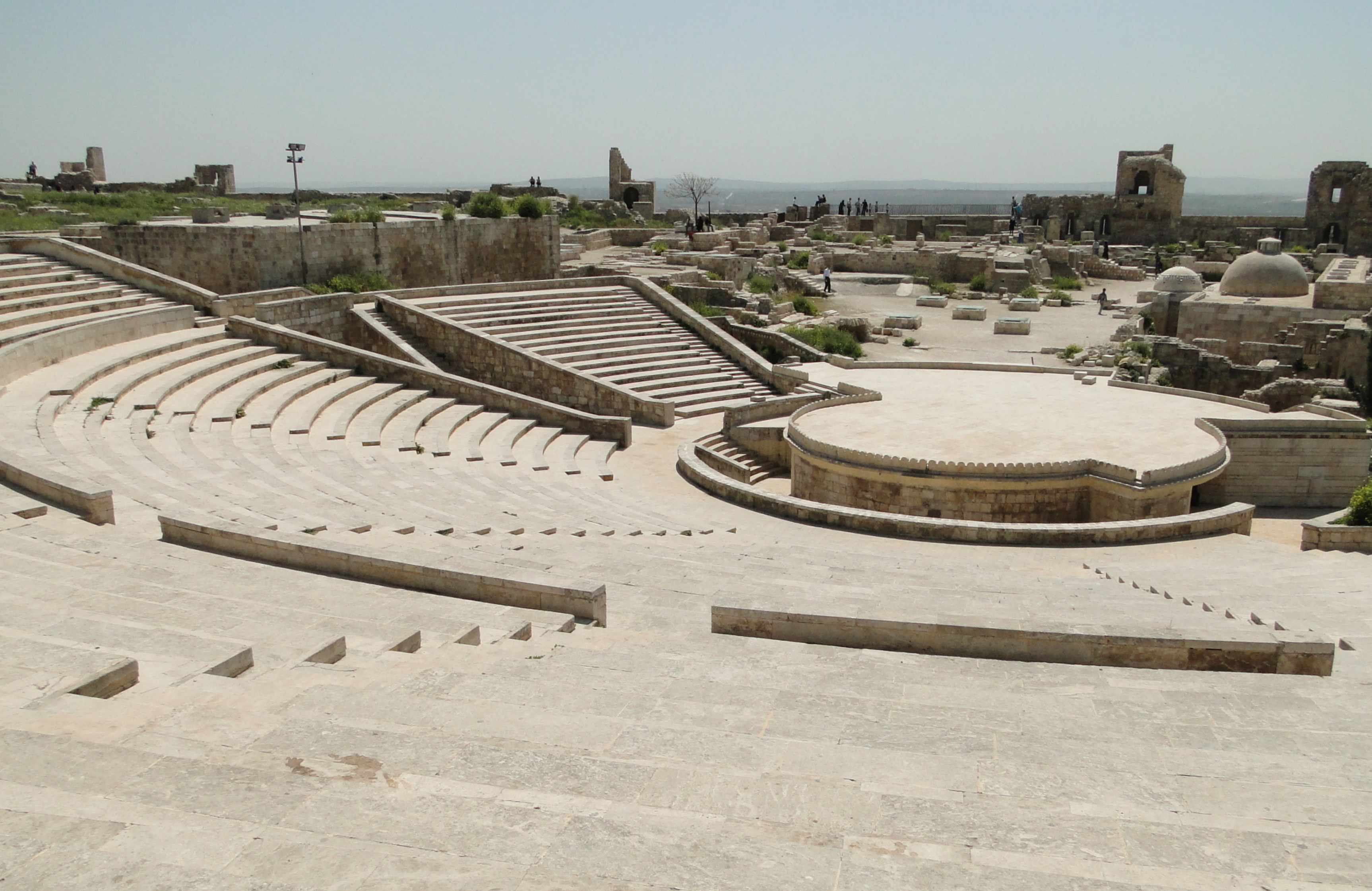
Das moderne Theater

Unter den zahlreichen Bauelementen der Zitadelle sind vor allem die folgenden erwähnenswert.

### Hügel und Burggraben
Die heutige Zitadelle thront auf einem 50 Meter hohen Hügel, dessen Basis 450 × 325 Meter groß ist. Die Fläche der Zitadelle selbst ist 285 × 160 Meter groß. In der Vergangenheit war die Böschung des Hügels ganz mit Kalkstein verkleidet; von dieser Verkleidung ist jedoch nicht mehr viel erhalten.
Um den Hügel verläuft ein 22 m tiefer und 30 m breiter Graben. Auffallend ist der befestigte Zugang mit der Brücke über den Graben. Der Zugang vor dem Viadukt stammt aus dem 16. Jahrhundert.

### Eingangsbereich
Die enorme steinerne Brücke von az-Zahir Ghazi führt zu einem imposanten Eingangskomplex. Mögliche Angreifer mussten, um in die Zitadelle einzudringen, einen mehrfach gewinkelten Weg nehmen: Erst nach einer Abfolge von fünf rechtwinkligen Wendungen und drei großen Toren gelangt man zum Eingang der inneren Hauptburg. Verteidiger konnten über Maschikuli (Öffnungen) in den Mauern heiße Flüssigkeiten über die Angreifer kippen. Außerdem hatten die Verteidiger geheime Wege, um hinter die Angreifer zu kommen. Der Hauptweg war mit figurativen Reliefs geschmückt. Auf diesen ayyubidischen Gebäuden errichteten die Mamluken später ihren Thronsaal.

### Ayyubidischer Palast und Hamam
Az-Zahir Ghazis eigener Palast der Glorie brannte in seiner Hochzeitsnacht ab, wurde aber wieder aufgebaut und zählt zu den beeindruckendsten und wichtigsten Monumenten der Zitadelle. Aus der Ayyubidenzeit stammen außerdem ein Eingangsportal mit wabenartigem Muqarnas-Dekor und ein gekachelter Innenhof.
Der mittelalterliche Hamam wurde im traditionellen Stil gebaut und hatte daher drei Abschnitte: Im ersten kleidete man sich um und ruhte aus, im zweiten gab es einen gewärmten Raum, dem dann im dritten Abschnitt ein Heißraum und ein Dampfraum mit Nischen folgten. Kaltes und heißes Wasser wurden durch keramische Rohre geleitet.

### Moscheen
In der Zitadelle stehen zwei Moscheen, die einst byzantinische Kirchen waren: die Abraham-Moschee und die Große Moschee. Den höchsten Punkt der Zitadelle bildet das 21 m hohe Minarett der Großen Moschee.

### Brunnen und unterirdische Gänge
Die Zitadelle hat nicht nur über Bauten an der Oberfläche, sondern es wurden mehrere Brunnen bis 125 m unter die Oberfläche getrieben. Daneben gibt es noch unterirdische Gänge, die die Türme miteinander verbinden und vielleicht sogar unter dem Graben hindurch in die Stadt führen.

### Amphitheater
1980 wurde in der Zitadelle ein modernes Theater für Veranstaltungen und Konzerte gebaut.